# Дубошин Георгій Миколайович
Георгій Миколайович Дубошин (рос. Дубошин Георгий Николаевич; 25 грудня 1904 — 20 жовтня 1986) — радянський астроном.
Родився в Серпухові. У 1924 закінчив Московський університет. З того ж року працював у Державному астрофизичному інституті, який у 1931 увійшов до складу новоствореного Державного астрономічного інституту ім. П. К. Штернберга. З 1930 викладав у Московському університеті (з 1935 — професор, у 1956—1979 — завідувач Кафедри небесної механіки і гравіметрії, з 1979 — професор консультант), в 1956—1979 — також завідувач відділу небесної механіки Державного астрономічного інституту ім. П. К. Штернберга.
Основні наукові праці присвячені проблемам небесної механіки. Значний внесок зробив також у астродинаміку, теоретичну механіку, теорію стійкості, теорію тяжіння, теорію інтегрування диференціальних рівнянь. Вперше досліджував (1940) стійкість руху небесних тіл під впливом безперервно діючих збурюючих сил. Розробив високоточну теорію руху супутників Сатурна, що дозволяє врахувати всі найголовніші збурення в їхньому русі. Вперше детально вивчив взаємний зв'язок між поступальним і обертальним рухом у небесній механіці, написав диференціальні рівняння поступально-обертового руху системи взаємно-притягуючих n твердих тіл, отримав перші десять інтегралів. Виконав дослідження обертального руху штучних небесних тіл навколо центрів мас, що мають практичне значення в завданнях стабілізації космічних апаратів. У циклі робіт з теорії тяжіння дав, зокрема, розкладання силових функцій тіл різної форми, розкладання потенціалу Землі за функціями Ламе. Досліджував рухи зірок у Трапеції Оріона, в асоціації ζ Персея, в скупченні Меч Оріона. Займався вивченням руху системи матеріальних точок під дією сил, що залежать не тільки від взаємних відстаней, але і від швидкостей і прискорень.
Автор підручників «Основи теорії стійкості руху» (1952) і «Теорія тяжіння» (1961), а також фундаментального циклу підручників з небесної механіки: «Введення в небесну механіку» (1938), "Небесна механіка. Основні завдання та методи "(3-е вид. 1975), «Небесна механіка. Аналітичні та якісні методи» (2-е вид. 1978), «Небесна механіка. Методи теорії руху штучних небесних тіл» (1983).
Член Міжнародної академії астронавтики (1969), президент Комісії N 7 «Небесна механіка» Міжнародного астрономічного союзу (1970—1973).
Заслужений діяч науки РРФСР (1976). Державна премія СРСР (1971), премія ім. М. В. Ломоносова АН СРСР (1969).